# Đệ Nhị Cộng hòa Venezuela
Đệ nhị cộng hòa Venezuela (tiếng Tây Ban Nha: Segunda República de Venezuela) là tên dùng để chỉ các nước Cộng hòa Venezuela tái lập được tuyên bố bởi Simón Bolívar vào ngày 07 tháng 8 năm 1813. Tuyên bố này sau thất bại của Domingo Monteverde trong Chiến dịch Đáng ngưỡng mộ trong phía tây và Santiago Mariño trong chiến dịch của mình ở phía đông. Nước cộng hòa đã kết thúc vào năm sau, sau một loạt thất bại dưới tay của José Tomás Boves.

## Tiền đề: Tuyên ngôn Cartagena
Sau sự sụp đổ của Cộng hòa Venezuela đầu tiên, đại tá Simon Bolivar đi lưu vong và đi đến Curazao. Không lâu sau đó, ông lên đường đi đến các tỉnh Thống nhất New Granada, trước đó đã tuyên bố độc lập với Đế quốc Tây Ban Nha.
Ở Cartagena, Bolivar viết một bức thư, Tuyên ngôn Cartagena, trong đó ông mô tả những lý do dẫn đến sự sụp đổ của Cộng hòa đầu tiên, tình hình hiện tại của người Mỹ gốc Tây Ban Nha, và quan điểm của ông về tương lai của khu vực.
Bolivar yêu cầu Hội nghị Tân Granadia cho sự hợp nhất của ông vào quân đội, và nhanh chóng lên thăng chức đến cấp bậc của Chuẩn tướng và giao cho một đồn trú. Sau đó, ông tổ chức một chiến dịch chớp nhoáng giữa Tunja và Pamplona, thành công trong việc việc đẩy lui quân đội hoàng gia khỏi khu vực này. Với những người theo chủ nghĩa hoàng gia rút lui, Bolivar một lần nữa đề cập đến Đại hội Granadia mới để được phép can thiệp vào Venezuela với một đội quân tự nguyện. Theo quan điểm của các hành động Bolivar đã thực hiện ủng hộ của Granadians mới, đại hội cấp yêu cầu của mình và Bolivar tuần hành vào Venezuela.